# سانچیتا کارما
در آیین هندو، سانچیتا کارما (انگلیسی: Sanchita karma)، (مجموعه تجربیات) یکی از سه نوع کارما است. این مجموعه کارما های گذشته فرد است – همه اعمال، خوب و بد فرد، در طول زندگی.مجموعه‌ای از کارما های گذشته، که آماده تجربه دوباره آن از طریق به یادآوردن.